# Dyfuzjonizm
Dyfuzjonizm (z łac. diffūsio „rozprzestrzenianie” od łac. diffundere „rozlewać; rozprzestrzeniać; rozsypywać” od dis- „roz-” i fundere „lać; odlewać (metal), topić”; gr. ισμός „wiedza”) – stanowisko teoretyczne z wczesnego etapu rozwoju etnologii lub antropologii kulturowej (początek XX w.). Według dyfuzjonizmu kultura lub określone praktyki kulturowe, przedmioty, bądź instytucje mają swoje źródło w jednym lub nielicznych centrach źródłowych, z których następnie rozpowszechniły się po całym świecie.

## Charakterystyka
Antropologia kulturowa oparta na dyfuzjonizmie zrodziła się w reakcji na koncepcje ewolucjonistyczne. Jej przedstawiciele krytykowali ewolucjonizm w naukach społecznych, według którego niższe formy kultury stopniowo przekształcają się w formy wyższe. Ewolucjonizm starał się odkryć takie ogólne prawa ewolucji kultur, traktując poszczególne społeczeństwa jako egzemplifikacje tych praw. Z kolei dyfuzjonizm postulował, by nauki społeczne zajmowały się poznawaniem konkretnych procesów i zdarzeń, zamiast wykrywaniem praw ogólnych. Podstawowym celem dyfuzjonistów było przekształcenie antropologii kulturowej w taki sposób, aby podstawą była nauka empiryczna, czyli koncentracja na badaniach prowadzonych w terenie.
Dyfuzjoniści operowali dystrybutywnym rozumieniem kultury. Była ona pojmowana jako cecha stała dla człowieka, określana jako własność zbiorowości, ujęta czasowo i przestrzennie. Kultura w ujęciu dyfuzjonistycznym traktowana była jako zbiór elementów, a nie jak wewnętrznie powiązany system. Różnice widoczne między kulturami były pojmowane przez dyfuzjonistów w sposób jakościowy, a nie ilościowy. Podstawowym zagadnieniem dyfuzjonistów była koncepcja kręgów kulturowych oraz zapożyczeń poprzez dyfuzję. Wszelkich podobieństw międzykulturowych upatrywali nie w stadialnym rozwoju kultur, lecz w dyfuzji, zapożyczeniach elementów. Wynalazki kulturowe są zjawiskiem rzadkim, a jeszcze rzadsze są wynalazki dokonywane niezależne od siebie w różnych częściach świata. Rozwój kultury dokonuje się nie drogą wynalazków, lecz poprzez powielanie, zapożyczenia i przenikanie wzorów i wytworów kultury. O dynamice zmian kulturowych decyduje przede wszystkim intensywność kontaktów międzykulturowych. W konsekwencji kultury izolowane są skazane na wegetację.

## Nurty dyfuzjonizmu

### Szkoła kręgów kulturowych (dyfuzjonizm niemiecko-austriacki)
Przedstawiciele dyfuzjonizmu niemiecko-austriackiego jako pierwsi w Europie podjęli krytykę założeń ewolucjonistycznych. W zamian zaproponowali historyczne podejście do konkretnych procesów kulturowych. Jej przedstawiciele reprezentują dwa ośrodki: berliński i wiedeński. Metody historyczne uznane zostały za jedyne właściwe do badań nad ludami i ich kulturami oraz za pożyteczne do formułowania ogólnych praw kultury. Do najważniejszych badaczy szkoły kręgów kulturowych należeli: Friedrich Ratzel, Leo Wiktor Frobenius, Bernhard Ankermann, Fritz Graebner, Wilhelm Schmidt, Wilhelm Koopers, Martin Gusinde, Robert von Heine-Geldern.

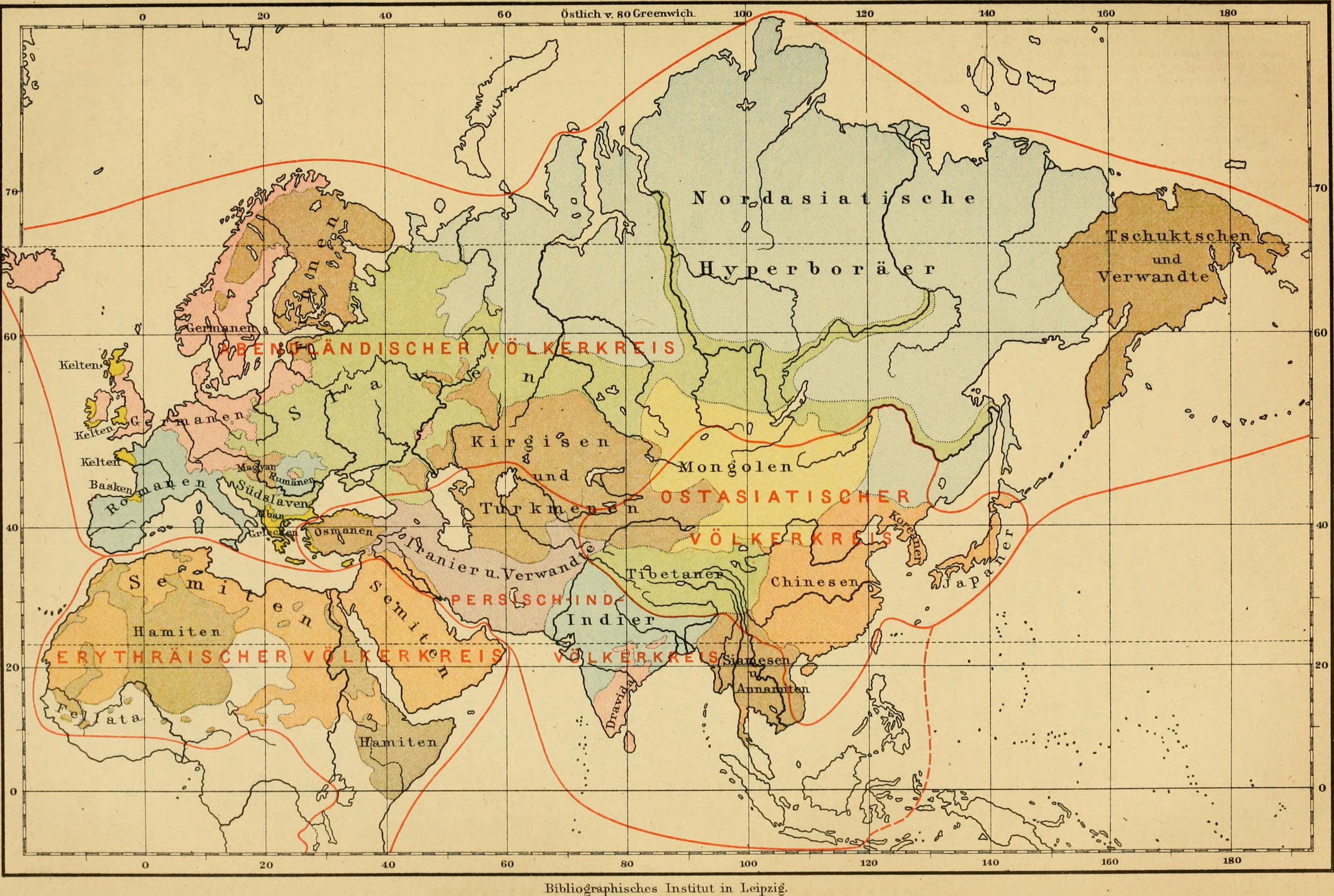
Kręgi kulturowe, mapa z Völkerkunde Friedricha Ratzla (1885)

- Friedrich Ratzel (1844–1904)[7] – inicjator niemieckiego dyfuzjonizmu i prekursor szkoły kręgów kulturowych. Reprezentował podejście sceptyczne do potencji intelektualnej człowieka, jego inwencyjności i jej roli w postępie dziejów. Uznał zjawisko dyfuzji za zasadniczy czynnik twórczych procesów kulturowych negując tym samym ludzką wynalazczość. Była ona przez niego traktowana jako zjawisko historyczne i przestrzenne. Zróżnicowane międzykulturowe wskazuje na istnienie procesów swoistych dla różnych regionów geograficznych. Kultury mają swoje granice geograficzne, w ramach których przystosowują się do swojego naturalnego środowiska. Z kolei podobieństwo między kulturami wynika z ich mobilności i kontaktów, czego przejawami są naśladownictwo i zapożyczenie.

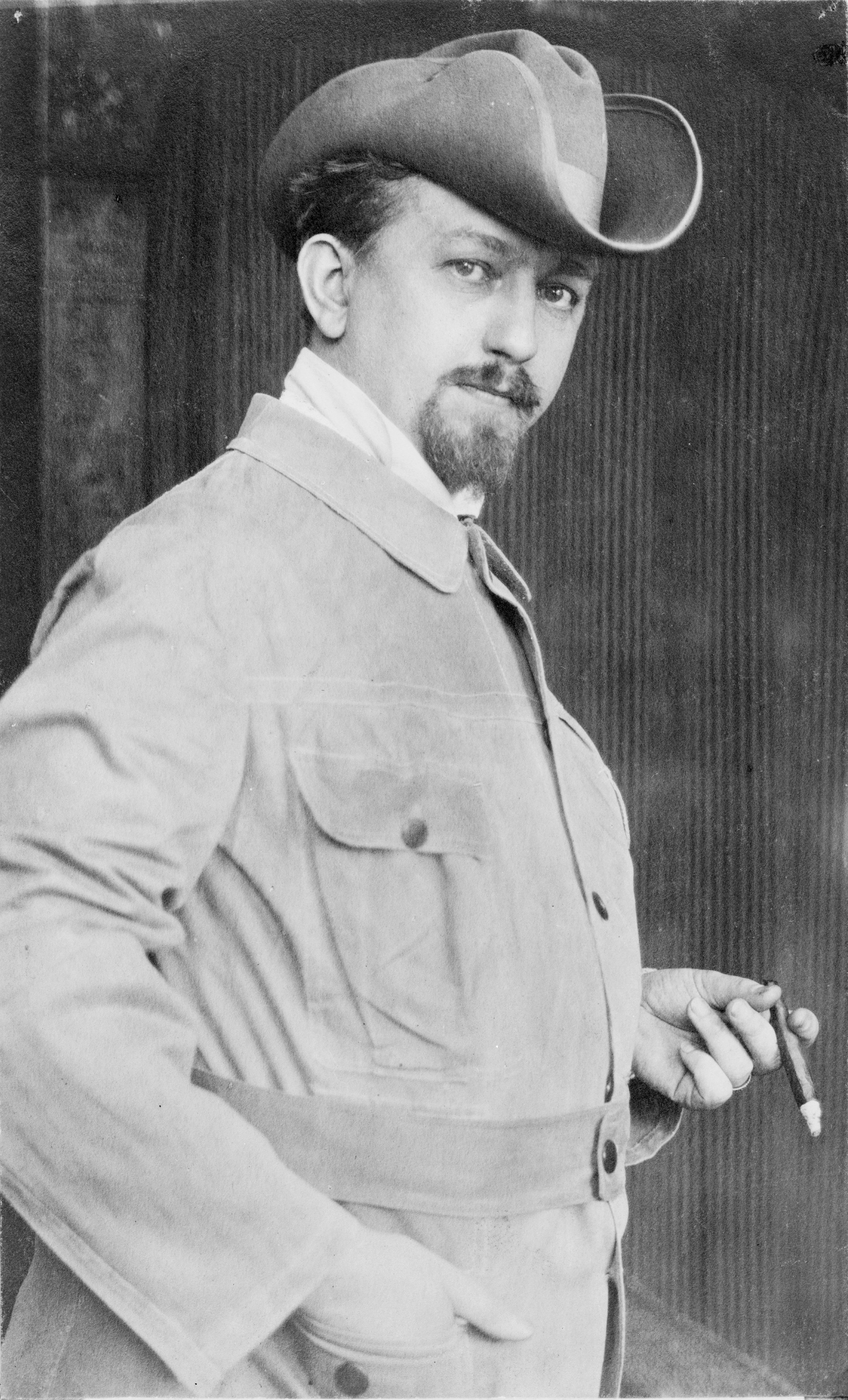
Leo Frobenius

- Leo Frobenius (1873–1938)[8] – uczeń Ratzla, objął badania, oprócz wędrówki poszczególnym elementów kultury w czasie i przestrzeni, także całe ich zespoły, czyli kompleksy kulturowe (np. religia, gospodarka, tradycja), jego spojrzenie było skoncentrowane na oddzielnych elementach kultury, jak i całych ich zespołów. W pracy Der Ursprung der afrikanischen Kulturen wprowadził pojęcie „kręgu kulturowego” (niem. Kulturkreis), tzn. zespół elementów kulturowych, które nie ulegają zmianie w dłuższym okresie historycznym. Pojęcie to stało się kluczowe dla całego nurtu. Frobenius wskazywał również na związki kultury ze środowiskiem naturalnym, przez co kultury podlegają prawom przyrody.
- Fritz Graebner (1877–1943)[9] – autor Methode der Ethnologie (1911), wywodził się z berlińskiej szkoły historycznej. Zajmował się kategorią kręgu kulturowego, twierdząc, że wpływ na pomniejsze ludy miały większe ośrodki konkurujące w różnych punktach globu. Podobne kręgi kulturowe muszą wywodzić się ze wspólnego źródła. Graebner określił kryteria samego przebiegu wędrówki poszczególnych elementów kulturowych lub ich kompleksów:
  - formy (jakości) – podobieństwo drugorzędnych cech wytworów kulturowych wskazuje na ich wspólne pochodzenie. W przypadku gdy określone wytwory są do siebie podobne, można założyć, że łączy je wspólne pochodzenie.
  - ilości – podobieństwo wielu wytworów kulturowych funkcjonujących w porównywalnych kulturach wskazuje na ich wspólne pochodzenie, czyli im więcej jest podobnych cech kulturowych, tym większe jest prawdopodobieństwo pokrewieństwa obiektów zawierających te cechy;
  - ciągłości – występowanie na drodze łączącej dwie kultury elementów charakterystycznych dla jednej i drugiej, wskazuje na ich wspólne pochodzenie.
- Wilhelm Schmidt (1864–1954)[10] – był reprezentantem szkoły wiedeńskiej. Wzbogacił prowadzone przez Graebera kryteria formy (jakości) i ciągłości dodając kryterium stopnia pokrewieństwa – jeśli podobne kompleksy kulturowe mają wspólne cechy pomimo odseparowania, to daje to podstawę do uznania ich historycznych powiązań. Schmidt uznawał tzw. tezę o monogenezie człowieka i kultury. Według niego, kolebką całej cywilizacji jest Azja, skąd ludzkość wraz z kulturą zaczęła się rozprzestrzeniać we wszystkich kierunkach, młodsze nawarstwienie kulturowe spychało najpierwotniejsze kręgi kulturowe, najstarsze kultury zajęły tereny najbardziej odległej, z biegiem czasu migracje następowały w różnych kierunkach komplikując istniejące zróżnicowanie kulturowe na świecie. Odtwarzanie faz rozwojowych kultur dokonuje się poprzez analizę rozprzestrzeniania się i zasięgu migracji elementów kulturowych, a eliminacja kolejnych nawarstwień umożliwia identyfikację najstarszych kręgów kulturowych. Jego teoria kręgów kulturowych zakłada pierwotnie istnienie tylko kilku kultur zasadniczych, które dały początek wielu kulturom wtórnym rozprzestrzeniając się na podobieństwo wodnych kręgów powstających po wrzuceniu do wody kamienia. Kultury wtórne pojawiły się zatem jako wynik zmieszania się kultur podstawowych. Mieszane formy graniczne kultur są młodsze od kultur stanowiących ich składniki. Najstarszym istniejącym nawarstwieniem kulturowym jest krąg kultury tasmańskiej i pigmejskiej. Schmidt dzielił kultury na:
  - właściwą prakulturę (kulturę pierwotną) – brak śladów, źródło rozwoju wszystkich kręgów kultur;
  - kultury prymarne (podstawowe), charakteryzujące się (w zależności od ich formy) egzogamią (wyższe społeczności łowieckich, patriarchat (ludy pasterskie), matriarchat (ludy rolnicze)
  - kultury średnie, na które składają się kultura dwuklasowa i kultury powstałe z połączenia kultury rolniczej z kulturą wyższą łowców i kulturą pasterską
  - kultura wyższa – powstała dzięki połączeniu rolnictwa, rzemiosła i pasterstwa.

### Dyfuzjonizm brytyjski

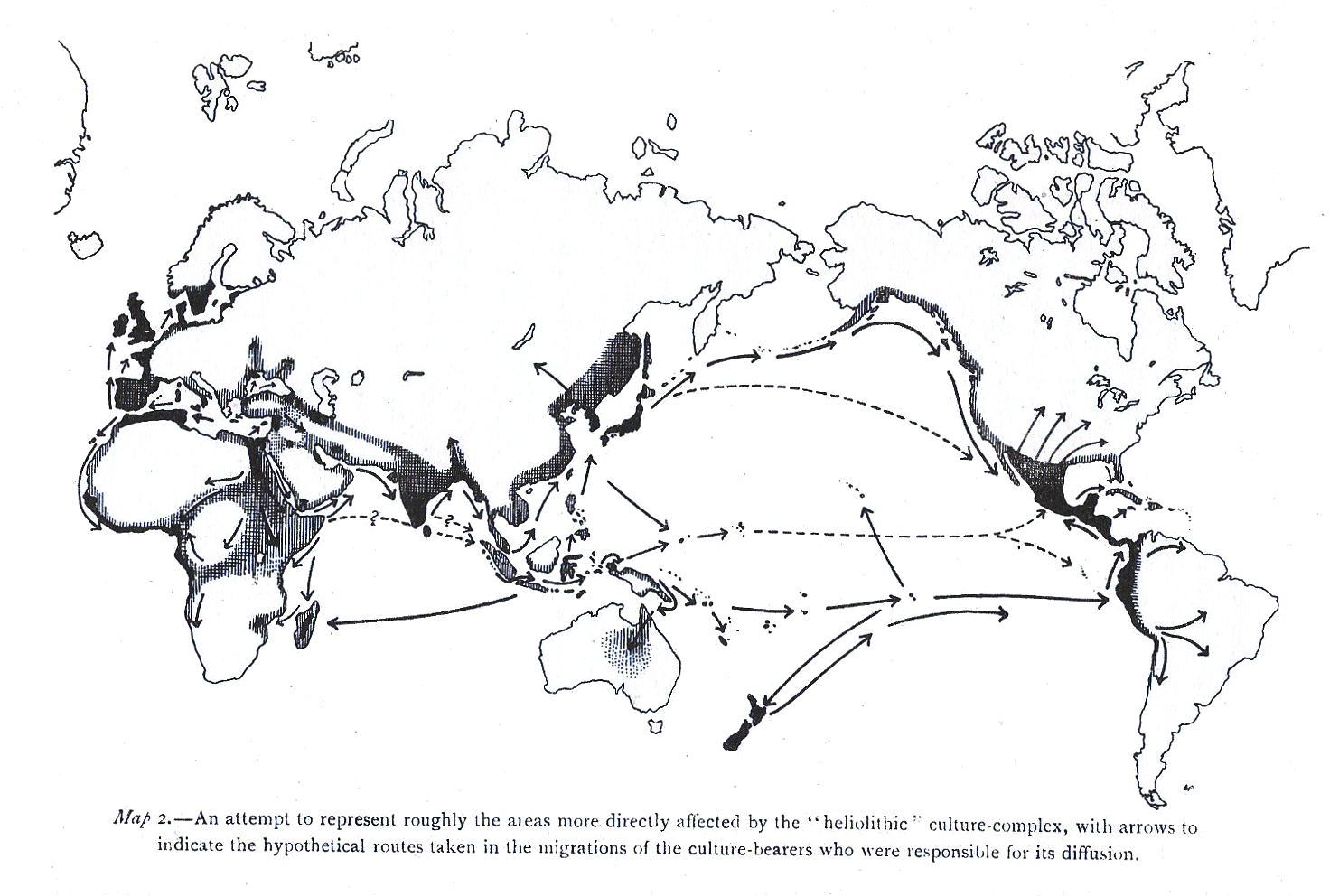
Mapa z The Migrations of Early Culture Graftona Elliota Smitha (1929) przedstawiająca światową dyfuzję kultury z jej kolebki w Egipcie

Teoretyczne podstawy pod brytyjski dyfuzjonizm położył William Henry Rivers (1864–1922). Obok prezentowania głównych tez dyfuzjonistów, kładł duży nacisk na prowadzenie badań terenowych w przeciwieństwie do prac gabinetowo-muzealnych, dzięki czemu znacznie rozwinął metodologię (np. w zakresie badania struktur pokrewieństwa poprzez konstruowanie tablic genealogicznych). Charakter brytyjskiego dyfuzjonizmu został określony przez dwóch badaczy: Graftona Elliota Smitha (1871–1939) i Williama Jamesa Perrego (1868–1949). Ich prace charakteryzowały się skrajną jednostronnością proponowanych wyjaśnień teoretycznych, zakładając, że ludzka cywilizacja jako specyficzna kombinacja cech mogła być wynaleziona tylko jeden raz (monogenetyczna teoria kulturowa). Taką kolebką kultury był starożytny Egipt (stąd nazywa się tę teorię panegipcjanizmem). Poszczególne elementy kultury rozpowszechniły się drogą dyfuzji po całym świecie (również po obu Amerykach), a za różnorodność kultur odpowiada Regresja kulturowa oraz rozpowszechnianie się elementów z różnych etapów rozwoju kultury egipskiej: rozkwitu lub częściowej i całościowej degeneracji. Głównym impulsem warunkującym rozwój cywilizacji była religia, a Smith i Perry podawali przykłady podobnych instytucji kultury, które można odnaleźć na całym świecie, takie jak kult słońca, mumifikacja, piramidy).

### Dyfuzjonizm amerykański

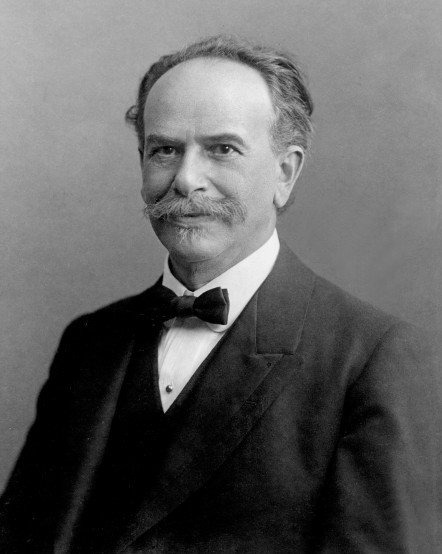
Franz Boas

Dyfuzjonizm amerykański jest najbardziej umiarkowany. Zaliczanie poniższych autorów do tego nurtu nie jest bezsporne i często klasyfikuje się ich pod nazwą historyzmu boasowskiego.
- Franz Boas (1858–1942)[13] – nazywany często „ojcem amerykańskiej antropologii”[14], twórca amerykańskiej szkoły kultury i osobowości. Osobiście nie stworzył rozbudowanego systemu teoretycznego, był natomiast inspiratorem pracy naukowej i organizacji badań, dopuszczając dużą różnorodność postaw badawczych swoich uczniów. Antropologia była dla niego nauką historyczną, zajmującą się rekonstrukcją, a nie z formułowaniem praw.
- Otis Tufton Mason (1838–1908) – wprowadził pojęcie środowiska etnicznego, zwanego także areałem kulturowym, odpowiadającemu niemieckiego pojęciu kręgu kulturowego. Następnie podzielił Indian północnoamerykańskich na 18 areałów.
- Clark Wissler (1870–1947) – rozwinął teorię areałów i wprowadził koncepcję centrum kulturowego. Był to teren, na którym występuje największa koncentracja elementów kulturowych dla niego typowych. Im dalej od centrum, tym mniej typowe stają się zestawy cech kulturowych; centrum jest zarazem najstarszym punktem. Owa koncepcja miała za zadanie ustalenie wpływów kultury, gdzie najstarsze elementy kultury miały najszerszy zasięg. Natomiast elementy o zdecydowanie węższym zasięgu mogą być nowsze. Wissler dokonał podziału kultur obu Ameryk na 7 areałów kulturowych region łososia, obszar uprawy manioku, obszar guanaco, region zbieraczy dzikich nasion, obszar bizonów, obszar polowań na karibu i obszar uprawy kukurydzy[15]
- Robert H. Lowie (1883–1947)[16] – krytykował koncepcje ewolucji kulturowej za ich jednotorowość i zakładanie ciągłego postępu. W zamian proponował indukcyjne badanie kultur opartych na dane historyczne, zamiast dedukcji w oparciu o koncepcje ewolucyjne. Wykorzystując koncepcję areałów kulturowych udowadniał, że rodzina nuklearna jest wcześniejsza od klanu w rozwoju społecznej organizacji, ponieważ rodzina jest obecna na każdym stadium rozwoju społecznego, czego nie można powiedzieć o klanie (który nie występuje wszędzie).